# ミルラー事件
ミルラー事件（ミルラーじけん）は、1899年（明治32年）7月17日に神奈川県横浜市で発生した殺人事件である。条約改正第1日目に発生した事件であり、日本の法律に基づく在留外国人の死刑執行第1号、拘留第1号。

## 概要
1899年（明治32年）7月17日未明、横浜旧居留地（現在の横浜中華街関帝廟通りの中ほどにあたる）の居酒屋「ライジング・サン」で、アメリカ人の水夫ロバート・ミラー（当時49歳。ロベルト・ミルラーとも表記された）が、就寝中の日本人女将と店員の日本人女性（いずれも当時24歳）、アメリカ人青年（当時18歳）の3名を殺害し、即日逮捕された。動機は、殺害された青年に対する嫉妬や店の権利に関するトラブルであった。ミラーは横浜地方裁判所で死刑判決を受け、直ちに控訴したが東京控訴院で判決が確定。1900年1月に刑が執行された。
この事件は講談や芝居の題材となるなど広く注目されたが、外国人による痴情のもつれによる事件という点だけではなく、以下の理由もあった。
横浜港開港以降40年間にわたり、日米修好通商条約をはじめとする安政五カ国条約（不平等条約）により外国人居留地が開設され、犯罪を起こした在留外国人は領事裁判権で保護され日本側が裁くことができなかった。事件当日に発効した日米通商航海条約では領事裁判権が撤廃されるとともに居留地が日本人と外国人の雑居となり、日本の法権回復を象徴するものであった。在留外国人側は事件の9年ほど前より条約改正反対運動を繰り広げていたが、本件を日本の警察・司法がいかに対処するか慎重に見守った。

## 背景

### ロバート・ミラー
犯人のロバート・ミラーはニューヨーク生まれ、商船タム・オーシャンター号の水夫であり、同船4月13日に横浜港に寄港し横浜に上陸すると、同船が同月27日に帰帆することになっても帰船せず、横浜外国人居留地で住所不定のままでいた。外岡スエの営む133番館のチャブ屋「ライジング・サン・イン」に泊まるようになった。

### 被害者

#### 外岡すえ
外岡すえ（24歳）はチャブ屋「ライジング・サン・イン」の主人、同年5月にチャブ屋の株を150円で買い133番館でライジング・サン・インを開業する。

#### 鈴木あき
鈴木あき（24歳）は事件の40日ほど前にライジング・サン・インに雇われるが、ミラーとは喧嘩することが珍しくなかった。

#### ウィルキンソン・ウォールド
米国人ウィルキンソン・ウォールド（22歳）は自称医者の息子で人も良く、金の指輪やピストルを持っていたが、身持ちが悪く放蕩者で寄宿していた88番館ラムネ屋フィッシャーの56円の寄宿料を踏み倒して外岡スエのライジング・サン・インに寄宿していた。

### 条約改正
条約の改正前には領事裁判権によって在留外国人の犯罪を日本の法で裁くことはできなかった。しかし、1894年に陸奥宗光によって調印された改正条約によって領事裁判権が撤廃されることが決まり、1899年（明治32年）7月17日に条約が発効することとなった。
当時、チャブ屋は密娼を行う為、警察は営業許可を出さなかったため営もうと思う者は外国人の名を借りて営業鑑札を受けていた。しかし、改正条約の施行に際して追加の営業鑑札が行われることとなり、ライジング・サン・インは再度外国人の名を借りる必要があった。そこで、ミラーはスエに名を貸すことを迫り、それを以て宿泊、飲食、酒の代金を踏み倒すようになった。これにはライジング・サン・イン主人のスエ、従業員のトメ、アキは愛想を尽かしていた。7月の初旬にはスエは既に横浜を去っていた嘗ての情夫ジョン・ヘンリーの名でライジング・サン・インの営業願を提出したことと、退去することをミラーに伝えた。

## 事件

### 条約施行日未明の凶行
7月17日午前5時ごろに起きだしたミラーは寝ていたウォードは釘抜きで撲殺したのち、2階で寝ていたスエとアキを撲殺した。外出していた田中とめが帰宅すると1階に血を流して倒れているウォードを発見し警察に届け出た。さらに2階で外岡スエ、鈴木アキの死体を発見された。遺留品が決め手となりミラーが間もなく逮捕された。

### 外国人の拘留第1号
即日逮捕されたミラーは神奈川監獄で拘留された。神奈川監獄は条約改正に合わせて外国人の拘留するために施設の修繕などを行っていたところでありミラーは条約改正後の外国人の拘留第1号となった。ミラーの拘留に際して馬車を用い、巡査5人で移送した。監房は2坪半の個別房で木製の机椅子、長さ7尺、幅2尺9寸5分の寝台、洋式便器を備えていた。

## 裁判および執行
- 被告：ロバート・ミラー[5]
- 弁護人：秋山源蔵/井上八重吉/高橋庄之助/牧野賤男[5][10]
- 通訳：小林米珂 [5]

### 一審（横浜地方裁判所）
裁判長：佐藤博愛　陪席判事：設楽勇雄/森井良策　検事：堤定次郎
公判期間：1899年（明治32年）8月8日～8月19日
1899年（明治32年）8月19日に死刑判決が下された。これに対してミラーは控訴を申し立てた。

横浜地裁の判決文の末尾には以下のような記述があり、これを冗長で蛇足であるとの評価がある。
遠人を懐柔するは我天皇陛下の叡慮にして亦国民の志なり今や国家其訂盟列邦に假す所の法權を収めて自ら之を行ふの始めに當り先ず極刑を用ふるは我司法官の情に於て忍ひすと為す所被告の辯解及ひ熱心なる辯護人の辯論に於て一も至當の理由を発見し得ざりしは我等法官の最も遺憾とする所なり法律と正義とは如何なる事情の下に於ても厳正に維持せられうべきことを要求するが故に我等法官は其忍ひさる所を忍ぶの職務に服せさるを得ず

### 控訴審（東京控訴院）
裁判長：小山温　陪席判事：瀧川長教/平山銓太郎/野中勝良/荒井操之　検事：平沼騏一郎
公判期間：1899年（明治32年）9月19日～10月14日
1899年（明治32年）10月14日、裁判長は原判決を取り消したうえで死刑判決を下した。ミラーは上告した。12月23日、上告が棄却されたことでミラーの死刑が確定した。

### 死刑の執行
死刑の確定したミラーは市谷監獄へ移送、1900年（明治33年）1月16日、日本の法律に基づく在留外国人の第1号死刑囚として絞首刑が執行された。遺体の引き取り人がいなかった為雑司ヶ谷墓地に埋葬された。

## 題材とした作品

### 芝居
- 『内地雑居後』羽衣座　1899年（明治32年）　伊井蓉峰、藤沢浅次郎ら[16]
- 『内地雑居後最初の犯罪』相生座　1902年（明治35年）　亀井鐵骨、大山虎雄[16]

### 講談
- 『ミルラー事件内地雑居最初犯罪』1899年（明治32年）邑井貞吉[3]

### 小説
- 『運命の5時間』1952年（昭和27年）濱本浩[17]